# Plättsjögurka
Plättsjögurka (Labidoplax buskii) är en sjögurkeart som först beskrevs av McIntosh 1866. Plättsjögurka ingår i släktet Labidoplax, och familjen masksjögurkor. Arten är reproducerande i Sverige.